# Roberto Peredo Leigue
Roberto «Coco» Peredo Leigue (Cochabamba, 23 de maig de 1938 - Quebrada de Batán, 26 de setembre de 1967) va ser un polític i guerriller bolivià que va integrar la Guerrilla de Ñancahuazú comandada per Ernesto «Che» Guevara el anys 1966 i 1967. Va morir en combat el 26 de setembre de 1967.

## Biografia
Va afiliar-se al Partit Comunista de Bolívia (PCB) quan tenia 13 anys, essent detingut diverses vegades. Actuava juntament amb el seu germà Inti Peredo i Rodolfo Saldaña.
Entre 1963 i 1964 va integrar la xarxa de suport a l'Exèrcit Guerriller del Poble argentí que Jorge Masetti va dirigir a la província de Salta.
Va ser un dels principals col·laboradors del Che Guevara a Bolívia, amb el propòsit d'organitzar un grup guerriller capaç d'actuar en aquest país i de donar suport a grups similars en els països veïns. Va ser un dels membres del PCB enviat a Cuba per a rebre instrucció militar.

### Guerrilla de Ñancahuazú i mort
Després de la fallida experiència del Congo, el Che Guevara va organitzar un focus guerriller a Bolívia, on es va instal·lar a partir del 3 de novembre de 1966, en una zona muntanyosa propera a la ciutat de Santa Cruz de la Sierra, en una àrea que travessa el riu estacional Ñancahuazú, afluent de l'important riu Guapay. El grup guerriller va prendre el nom d'Exèrcit d'Alliberament Nacional (ELN) de Bolívia amb seccions de suport a l'Argentina, Xile i el Perú.
Peredo milità a la columna d'avantguarda comandada pel Che Guevara i va exercir un important paper en organitzar la xarxa de suport local, especialment amb «el Lagunillero», nom en clau que rebia Mario Chávez, un militant del PCB que es va instal·lar secretament com a hoteler a Lagunillas, la localitat més propera a la base guerrillera, i va actuar eficientment com a espia i suport. Va ser també el segon cap en l'operació de la presa de la ciutat de Samaipata.
Va morir en el combat de la Quebrada de Batán, camí a La Higuera, el 26 de setembre de 1967. El seu cos va ser enterrat clandestinament. Poques setmanes després, el 9 octubre, el Che Guevara moriria en una emboscada a La Higuera. El cos de Roberto Peredo va ser trobat l'11 de febrer de 1998, i reposa al Mausoleu del Che Guevara a Santa Clara, Cuba.